# 約翰·里爾
約翰·安格斯·里爾（1940年2月24日—2006年4月18日）是一名英格蘭足球運動員和領隊，主要以在韋斯咸效力34年而聞名。 里爾年輕時為球會效力，然後在受傷前成為正選隊球員，結束他的職業生涯。隨後，他加入教練團，並於1974年成為成年隊領隊。他一直擔任該職位直到1989年。隨後，他於1990年至1994年間繼續執教葉士域治。

## 早年
里爾是蘇格蘭血統。他的母親凱瑟琳來自劉易斯島，他的父親詹姆斯來自基里繆爾。里爾出生在雅息士郡的伊爾福。

## 球會生涯
在球會領隊泰德·芬頓和首席球探威利·聖皮雅的注視下，里爾在15歲時獲得韋斯咸的一席之地。1955年10月，他被任命為一名地勤人員，職責包括清潔靴子、粉刷足球場和工資文員。里爾作為左後衛踢青年隊足球。1957年2月，當他代表英格蘭青年隊在烏普頓公園以7-1戰勝盧森堡時，他贏得唯一的重要國際榮譽。1957年，他還是韋斯咸的一員，在青年足總杯決賽中以總比分8-2負於曼聯。
里爾於1959年4月首次亮相成年隊。他的正選隊生涯因左膝嚴重受傷而中斷並提前結束。1964年1月，在所有比賽中出場36次後，年僅23歲的他被診斷出患有無法手術且普遍錯亂的膝蓋，並退出職業足球比賽。1964年4月，里爾獲得韋斯咸為他舉辦一場紀念賽，並為他淨賺3797英鎊。隨後，他被任命為兼職青年隊領隊。

## 領隊生涯

### 韋斯咸
1967年，兼職青年隊領隊的里爾給人留下深刻印象。1974年9月，他在厄普頓公園的教練團中晉升，接替朗·格連活擔任球隊領隊，管理韋斯咸15年（1974-1989）。1975年，在他執教的第一個賽季結束時，韋斯咸贏得足總盃決賽，並於次年殺入歐洲盃賽冠軍盃決賽，但以4-2不敵安德列治。 然而，韋斯咸在1978年降班至乙組聯賽。里爾試圖重建球隊，並進行大量收購，以565,000英鎊從昆士柏流浪購入菲爾·柏堅斯，是當時守門員的轉會世界紀錄，並以430,000英鎊從鄧迪聯收購雷·斯圖爾特，創英國青少年轉會紀錄。1981年，韋斯咸以13分的優勢重返甲組聯賽。
1980年5月10日，在離開頂級聯賽期間，韋斯咸在足總盃決賽中擊敗阿仙奴，這是最後一支在頂級聯賽之外奪冠的球隊。在1981年的晉級賽季中，里爾還帶領韋斯咸打進聯賽盃決賽——他們在比賽中以1-1和利物浦，但在重賽中以2-1輸掉比賽，他們在比賽一開始就領先。同年，他們還打進歐洲盃賽冠軍盃準決賽，負於最終的冠軍第比利斯迪納摩。
韋斯咸在重返頂級聯賽的前四年鞏固他們的地位。長期服務的特雷弗·布鲁金和法蘭·林柏特都退役，比利·邦茨也在為影響正選隊而苦苦掙扎。里爾再次嘗試重建球隊，從聖米倫引入法蘭·麥艾雲尼及從奧咸收購馬克·獲特。麥艾雲尼的28 個入球，東尼·葛地的25個入球以及18場比賽的不敗記錄讓里爾帶領韋斯咸在1985-86賽季的甲組聯賽中取得有史以來最高的聯賽成績，當時他們僅次於冠軍利物浦和亞軍愛華頓獲得季軍。然而，由於前一年的希素球場慘劇導致英格蘭球隊被禁止參加歐洲比賽，他們無法參加歐霸盃比賽。里爾無法建立在甲組聯賽第三名的球隊之上。麥艾雲尼於1987年被賣給些路迪，葛地於1988年7月被賣給愛華頓，創下205萬英鎊的英國轉會記錄。為了替補二人，湯米·麥昆、加里·斯特羅德、大衛·基利、艾倫·麥禮、林·柏拉迪、朱利安·迪斯等人加盟以及1989年3月麥艾雲尼的回歸亦未能使韋斯咸免於1989年5月的降班 。里爾於1989年6月被解僱。他獲得100,000英鎊的特惠付款，但在里爾所說的“令人沮喪”的情況下離開球會，只在刊物中用簡潔的73個字對他在球會的貢獻總結，里爾在服務34年後離開韋斯咸。

### 葉士域治
1990年5月11日，他在葉士域治重返足球管理層。在1989-90賽季，他擔任泰利·雲拿保斯的技術顧問。
1991-1992年底，里爾帶領葉士域治獲得乙組聯賽冠軍，並晉級新成立的英超聯賽。1993年1月，葉士域治在英超聯賽中排名第四，但在賽季的最後幾週，葉士域治的狀態有所下滑，最終排名第16。接下來的1993-94賽季也出現類似的模式；一個良好的開端隨後出現低迷–葉士域治在決賽桌中排名第19位，並且僅在錫菲聯最後以2-3被車路士擊敗才得以成功護級。里爾在賽季末接任足球總監一職，米克·麥基雲接管樸文路球場正選隊的管理工作。
里爾於1994年12月辭去葉士域治主帥一職，球會在英超排名墊底，從此再也沒有回到足球管理層。

## 逝世
2006年4月18日，里爾在他位於薩福克郡塔廷斯通的家中心臟病發作後突然去世，享年66歲。他身後留下結婚40多年的妻子伊馮娜和他的兒子默里。1994年12月離開足球管理後，他在薩福克郡買了一個農場，去世時還住在那裡。

## 紀念

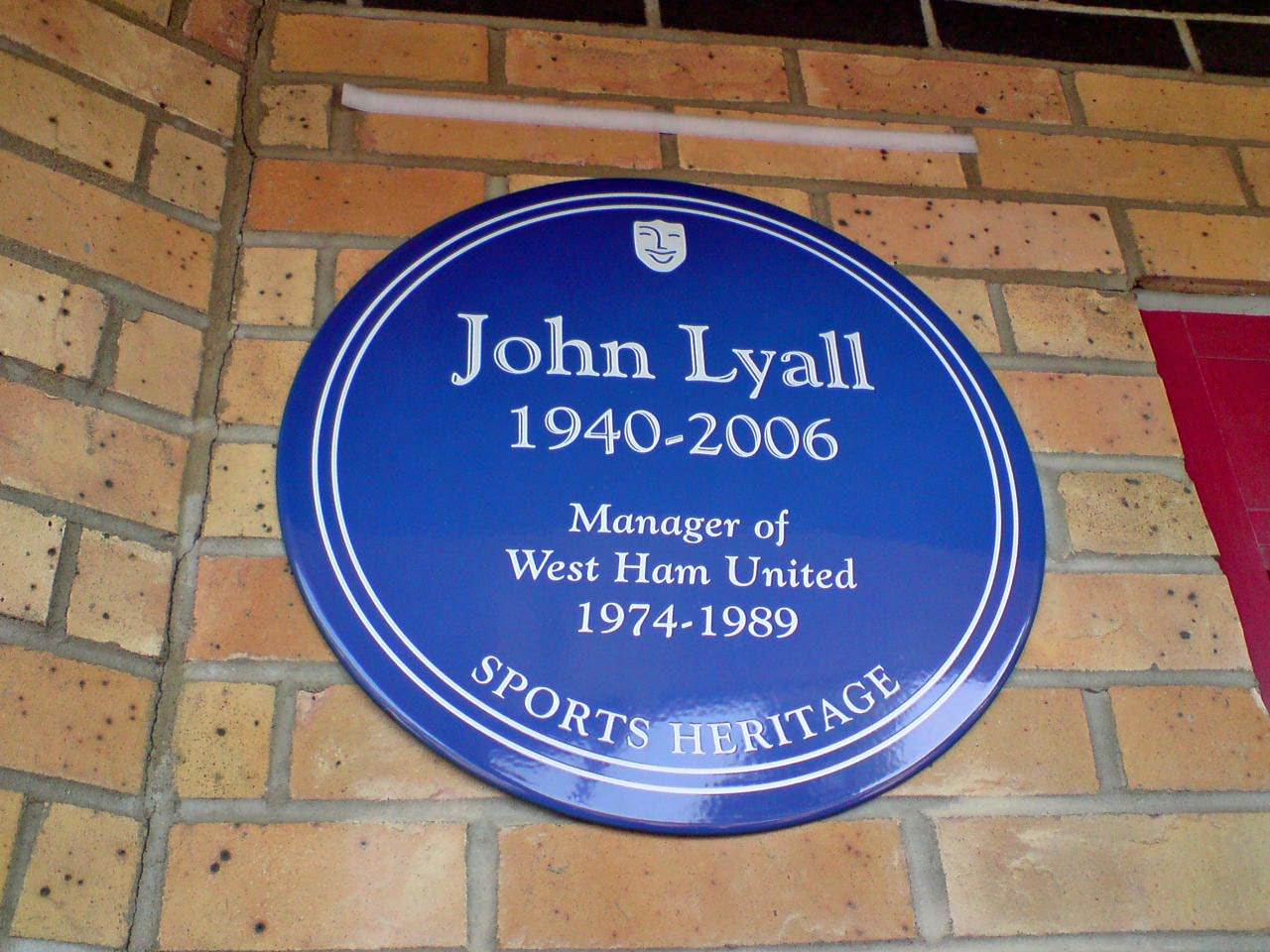
約翰·里爾在韋斯咸博林球場的傳統基金會藍色牌匾

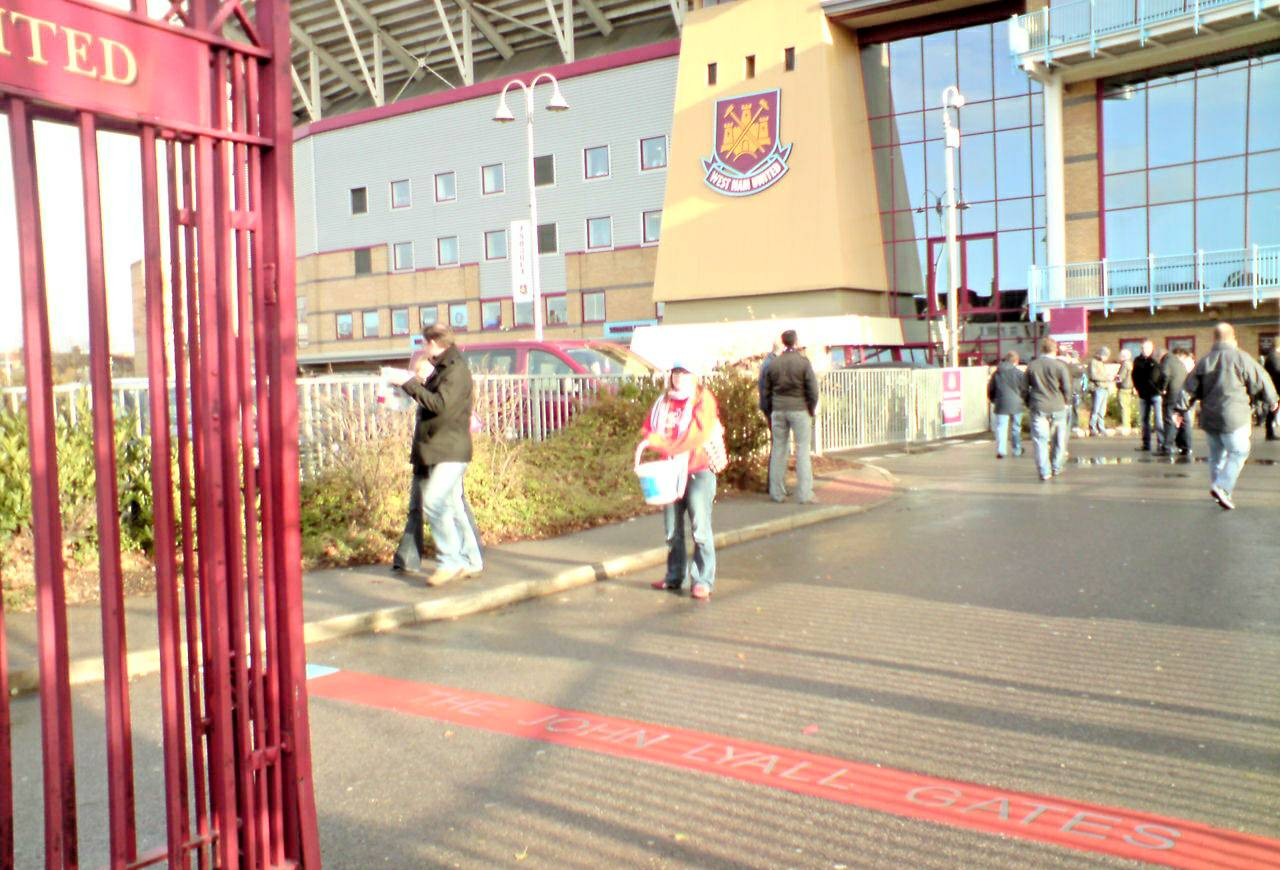
韋斯咸博林球場]入口處的標誌顯示約翰·里爾門

2006年4月23日，當韋斯咸在足總盃準決賽中對米杜士堡時，為里爾默哀一分鐘，儘管僅僅幾秒鐘後，韋斯咸球迷就開始高呼“約翰·里爾的紫紅色和藍色兵團”，以紀念他們有史以來最成功的領隊。韋斯咸以1-0贏得該比賽，自1980年里爾默執教以來首次進入足總盃決賽。2007年12月5日，宣布傳統基金會慈善機構將於2008年1月20日在韋斯咸的厄普頓公園球場豎立一塊藍色牌匾以紀念里爾。
2009年12月，韋斯咸將厄普頓公園的主門改名為約翰·里爾門。韋斯咸於2015年5月宣布，作為2016年遷往奧林匹克體育場的一部分，大門將移至新址。它們目前在球會的官方商店中展出。

## 榮譽

### 領隊
韋斯咸
- 歐洲盃賽冠軍盃亞軍：1976（英语：1976 European Cup Winners' Cup Final）
- 英格蘭乙組聯賽冠軍：1980–81（英语：1980–81 Football League#Second Division）
- 足總盃冠軍：1975（英语：1975 FA Cup Final）及1980（英语：1980 FA Cup Final）
- 聯賽盃亞軍：1981（英语：1981 Football League Cup Final）

葉士域治
- 英格蘭乙組聯賽冠軍：1991–92（英语：1991–92 Football League#Second Division）

### 個人
- 葉士域治名人堂（英语：Ipswich Town F.C. Hall of Fame）: 2014入選[24]

## 領隊統計
| 球會     | 由            | 至            | 統計紀錄 | 統計紀錄 | 統計紀錄 | 統計紀錄 | 統計紀錄 |
| 球會     | 由            | 至            | 賽       | 勝       | 和       | 負       | 勝率     |
| -------- | ------------- | ------------- | -------- | -------- | -------- | -------- | -------- |
| 韋斯咸   | 1974年8月16日 | 1989年6月5日  | 770      | 308      | 194      | 268      | 40.0     |
| 葉士域治 | 1990年5月11日 | 1994年12月5日 | 125      | 47       | 47       | 31       | 37.6     |
| 總計     | 總計          | 總計          | 895      | 355      | 241      | 299      | 39.7     |